# Godfried Henschen
Godfried Henschen (Venray, 21 giugno 1601 – Anversa, 11 settembre 1681) è stato un gesuita, storico e diplomatista belga.

## Biografia
Primo assistente di Jean Bolland per la redazione degli Acta Sanctorum, s'impose per il severo metodo critico determinando così il carattere scientifico di tutti gli Acta, dei quali curò parecchi volumi (modello di metodo bollandista può essere considerato il suo commento alla vita di Vedasto di Arras e di Amando di Maastricht); pubblicò anche in memorie separate altri risultati delle sue ricerche (Diatribae de episcopatu et episcopis Trajectensibus, 1653; De tribus Dagobertis regibus, 1655, ecc.).